# ديداك فيلا
ديداك فيلا روسيلو (بالإسبانية: Dídac Vilà Rosselló) (مواليد 9 يونيو 1989 في ماتارو، برشلونة - إسبانيا) هو لاعب كرة قدم إسباني يلعب في مركز الظهير الأيسر.

## روابط خارجية
- ديداك فيلا على موقع الاتحاد الدولي (مؤرشف)  (الإنجليزية)
- ديداك فيلا على موقع الاتحاد الأوربي (الإنجليزية)
- ديداك فيلا على موقع قاعدة بيانات كرة القدم.إي يو (الإنجليزية)
- ديداك فيلا على موقع Soccerway.com (الإنجليزية)
- ديداك فيلا على موقع عالم كرة القدم.نت (الإنجليزية)
- ديداك فيلا على موقع كووورة
- ديداك فيلا على موقع AS.com (الإسبانية)